# Jim McCarthy
Jim McCarthy es un historietista británico, conocido por su trabajo en Bad Company para 2000 AD, antes de escribir varias novelas gráficas basadas en músicos, y convertirse él mismo en periodista musical.
Es hermano del artista Brendan McCarthy.

## Biografía
Jim McCarthy estudió en el Ealing College, abandonando en 1975 para trabajar como artista en Europa durante tres años, viajando a Alemania, Francia, Bélgica, Suecia, Suiza, y varios partes del Renio Unido. Jim produjo gráficos y caricaturas para prácticas industriales durante un periodo de tres años.
Empezó a trabajar para 2000 AD en 1977 y 1978, en Tharg's Future Shocks, compartiendo tareas artísticas con Brett Ewins, una sociedad que continuaría a partir de 1986 para su larga etapa en Bad Company con el guionista Peter Milligan. Volvería a trabajar con Milligan, esta vez en solitario, en la serie Bix Barton. McCarthy trabajaría constantemente para 2000 AD hasta 1996, volviendo brevemente en 2001 y 2002 para dibujar más Future Shocks.
McCarthy volvió a los cómics a tiempo completo en 2003, para escribir la primera de una serie de novelas gráficas biográficas, como Godspeed: The Kurt Cobain Graphic, reeditada en 2011, y Sex Pistols: The Graphic Novel. New Musical Express informó que aquella "había resultado tan controvertida como exitosa comercialmente. Beaumont [el artista] recibió amenazas de muerte de fans iracundos antes incluso de que Godspeed se publicara".
También escribe sobre música. Su primer artículo trataba sobre Jah Wobble, a quien encontró cuando ambos estaban en rehabilitación, y desde entonces ha escrito un libro sobre el rock latino, llamado The voices of Latin rock, en 2005.